# Incidente del Savoia-Marchetti S.M.73 delle Avio Linee Italiane del 1940
Il 16 marzo 1940, un aereo passeggeri Savoia-Marchetti S.M.73, controllato dalla compagnia aerea italiana Avio Linee Italiane, si schiantò nella zona di Forgia Vecchia, sull'isola di Stromboli; tutte le quattordici persone a bordo rimasero uccise.

## L'incidente

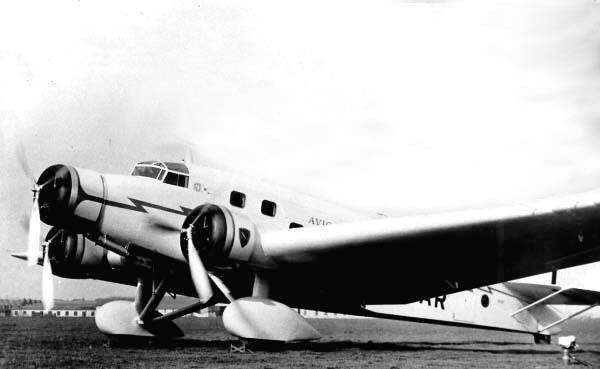
Un velivolo da trasporto S.M.73 appartenente alla Avio Linee Italiane.

L'aeromobile era impiegato sulla rotta Tripoli-Palermo-Roma. Decollato da Tripoli alle 6:00 del 16 marzo 1940, il velivolo S.M.73 (I-SUTO) arrivò sull'aeroporto di Catania-Fontanarossa, invece che su quello previsto di Palermo, alle 9:25 sbarcando 4 passeggeri. L'aereo ripartì alle ore 10:10 con destinazione l'aeroporto di Napoli-Capodichino, dove avrebbe dovuto atterrare alle 12:20. Le previsioni meteorologiche indicate sul cartello di rotta consegnato al velivolo erano le seguenti: condizioni meteo perturbate per nubi basse dai 300 ai 700 metri et precipitazioni temporalesche. Visibilità scarsa. Mare agitato.
L'equipaggio era composto dal comandante Guido Gartman, dal secondo pilota Mario Bonomi, dal motorista Antonio Trullo, e dal marconista Romeo Palamara. I passeggeri erano: Pasquale Argenziano, sottotenente di fanteria, Uberto Benedetti, sottotenente pilota, Litterio Calabretta, commendatore Giacomo Colombini, Leo Loi, sottotenente di artiglieria di complemento, Mario Rossi, tenente colonnello pilota, Francesco Paolo Russo, Domenico Scarinzi, sottotenente dell'artiglieria, Andrea Zotti tenente colonnello pilota, e sua moglie , e la scrittrice Maria Assunta Giulia Volpi Nannipieri, brillante giornalista, in arte Mura.
Alle 10:55 il velivolo, che volava in mezzo alla nebbia e a forte pioggia, impattò il terreno in una vallata di località Forgia Vecchia, a sud-ovest dell'abitato, alla quota di circa metri 300 m e a 600 m da un gruppo di casette denominato Contrada Scari. L'aereo urtò contro lo sperone montano in assetto di forte salita, ed andò in frantumi in tre punti distanti l’uno dall’altro circa 50 metri in linea longitudinale. Nel primo punto si trovava mezza carlinga e rottame vario, nel secondo punto rottami vari dei motori, nel terzo punto l’altra mezza carlinga e rottami vari; a circa un centinaio di metri a sinistra di chi guarda dalla spiaggia verso il monte, dal punto più alto si trovavano rottami di elica.
L'allarme per il mancato arrivo dell'aereo fu lanciato con una telefonata partita dall'aeroporto del Littorio alle 15:15, e si avviarono immediatamente le operazioni di soccorso. Presso i Comandi Marittimi di Messina e Napoli furono predisposti voli di ricognizione marittima a mezzo idrovolanti, e fatte salpare tre torpediniere, due da Napoli e la Pegaso da Messina.
L'impatto udito dall'abitato di Stromboli aveva messo in allarme la locale stazione carabinieri, che fu informata dal sottocapo Piraino della stazione semaforica della Regia Marina della richiesta di informazioni sull'eventuale avvistamento dello S.M.73 (matricola I-SUTO). I soccorsi si mossero alle 17:30, e il relitto del velivolo venne avvistato e raggiunto dai primi soccorritori alle 18:30. Due torpediniere raggiunsero l'isola per aiutare nei soccorso, con la Simone Schiaffino che trasportò un apposito proiettore per aiutare nelle operazioni di soccorso notturne, ma non fu trovato nessun sopravvissuto.
Nelle prime ore del 17 marzo arrivò sull'isola il pretore di Lipari, dott. Francesco Mandara, scrive, autorizzato a recarsi sul posto dal procuratore del re Castellani. Benito Mussolini fu informato alle 7:45 di quello stesso giorno tramite un telegramma inoltrato dal Ministero dell'Aeronautica alla segreteria particolare del Duce. A distanza di due giorni la notizia viene pubblicata sul quotidiano La Stampa di Torino, e poi apparve anche sul quotidiano spagnolo ABC, mentre il generale Alfredo Kindelán, informato del fatto, partì da Palma de Maiorca per raggiungere Roma accompagnato da una delle sue figlie.

## Indagini
L'indagine sull'incidente partì a distanza di quasi quindici giorni, il 30 marzo 1940. Il Procuratore del Re a Messina scrisse al Pretore di Lipari chiedendo i risultati degli accertamenti circa l'incidente, comunicando gli atti raccolti. Il pretore rispose il 6 aprile. Il 9 aprile il Procuratore del Re trasferì il fascicolo al Procuratore Generale, e richiese l’intervento di un tecnico del Ministero dell’Aeronautica, ed il successivo 16 giugno sollecitò chiarimenti. il 25 giugno la Direzione generale dell’aviazione civile e del traffico aereo trasmise il resoconto dell’inchiesta tecnica: (…) Le risultanze di tale inchiesta inducono a ritenere che la causa del sinistro sia da ricercare nelle avverse condizioni atmosferiche, notevolmente peggiorate rispetto a quelle risultanti dal “cartello di rotta” del quale il comandante dell’aeromobile aveva preso visione prima della partenza dell’aeroporto di Catania, e quindi sulle conseguenti circostanze di nubi basse, di visibilità nulla nella zona dello Stromboli e di deriva notevole. Non sono emersi pertanto elementi di responsabilità penale a carico di alcuno. Il Ministero dell’Aeronautica non trasmise al Procuratore del Re tutti gli elementi in suo possesso, e ciò si evince chiaramente in una nota interna inviata dalla Direzione Generale dell’Aviazione civile e traffico aereo al Gabinetto del Ministro il 24 agosto 1940, a guerra già in corso: (…) in data 16 giugno u.s. il Procuratore del Re di Messina chiedeva di conoscere se questo Ministero avesse ordinato una inchiesta per accertare le cause dell’incidente occorso all’aeroplano “I-Suto” della Società Avio Linee Italiane, abbattutosi il 16 marzo contro lo Stromboli, e, nell’affermativa, se fossero emersi elementi di responsabilità penale e a carico di chi. Il 20 agosto il procuratore del re chiede alla direzione generale dell’aviazione civile e del traffico aereo copia di tutti gli atti, mentre l'8 settembre il Ministero trasmise la perizia conclusiva.
Tra le conclusioni tratte dall'inchiesta ufficiale una delle cause dell'incidente aereo era da ascriversi alle deviazioni della bussola, dovute come detto alla vicinanza di zone vulcaniche.
L’inchiesta fu ufficialmente chiusa il 21 ottobre, con la comunicazione del Procuratore del Re al Procuratore Generale. Il 26 ottobre avviene, quindi, la definitiva archiviazione della pratica.